# 日祐 (小西檀林)
日祐（にちゆう、生年不詳 - 慶長11年11月6日（1606年12月5日））は、安土桃山時代から江戸時代初期にかけての法華宗の僧侶。字は慧沢。号は通王院。
生国は不詳。初めは比叡山延暦寺で学び、1574年（天正2年）洛北松ヶ崎に学堂を設置する。後に教蔵院日生に弟子入りして法華宗を学ぶ。後に師に同行して下総国に赴き、飯塚檀林・飯高檀林で師とともに教説を伝授して一旦帰洛した。
1582年（天正10年）小西正法寺7世・日悟の招きにより、小西檀林を開檀する。翌年、徳川家康より、寺領30石の朱印状を受けた。以後、17年にわたって教学を講じて各地より学徒が集い、「関東三大檀林」の1つに数えられるに至った。
1602年（慶長7年）京都立本寺の要望を受けて飯高檀林の日詔に小西檀林を譲って帰洛、京都立本寺15世に就任して衰微していた寺の再建に尽力した。